# Wu Wenxiong
Wu Wenxiong (吴文雄S, Wú WénxióngP; 11 febbraio 1981) è un sollevatore cinese, che ha gareggiato nella categoria dei pesi gallo (fino a 56 kg.).

## Carriera
Ha terminato al quinto posto ai Campionati mondiali di Atene 1999 ed ha vinto la medaglia d'argento alle Olimpiadi di Sydney 2000, giungendo alle spalle del turco Halil Mutlu, il quale nell'occasione realizzò il record del mondo con 305 kg. nel totale, e precedendo il connazionale Zhang Xiangxiang che aveva ottenuto, con 287,5 kg. nel totale, lo stesso risultato di Wu Wenxiong, ma la medaglia d'argento fu assegnata a quest'ultimo grazie al suo minor peso corporeo rispetto a Zhang, il quale ottenne pertanto quella di bronzo.
Ha vinto, inoltre, la medaglia d'argento ai Campionati asiatici di sollevamento pesi del 2003.